# Dodge Shadow
De Dodge Shadow was een compact automodel van het Amerikaanse merk Dodge. De Shadow had ook een zustermodel bij Plymouth dat Plymouth Sundance heette. Beiden werden in 1987 geïntroduceerd en gebouwd tot 1994. Het model bestond als drie- en vijfdeurshatchback en van de Shadow werd in 1991 ook een cabriolet uitgebracht. Tegen 1994 hadden meer dan 1,4 miljoen Shadow/Sundances de assemblagelijn verlaten. Die assemblage vond plaats in Sterling Heights (Michigan) en in Toluca (Mexico). In Mexico verscheen het model op de markt als Chrysler Shadow. In Europa was dat de Chrysler ES Coupé. De opvolger van de Shadow was de Dodge Neon.

## Productie en verkoop

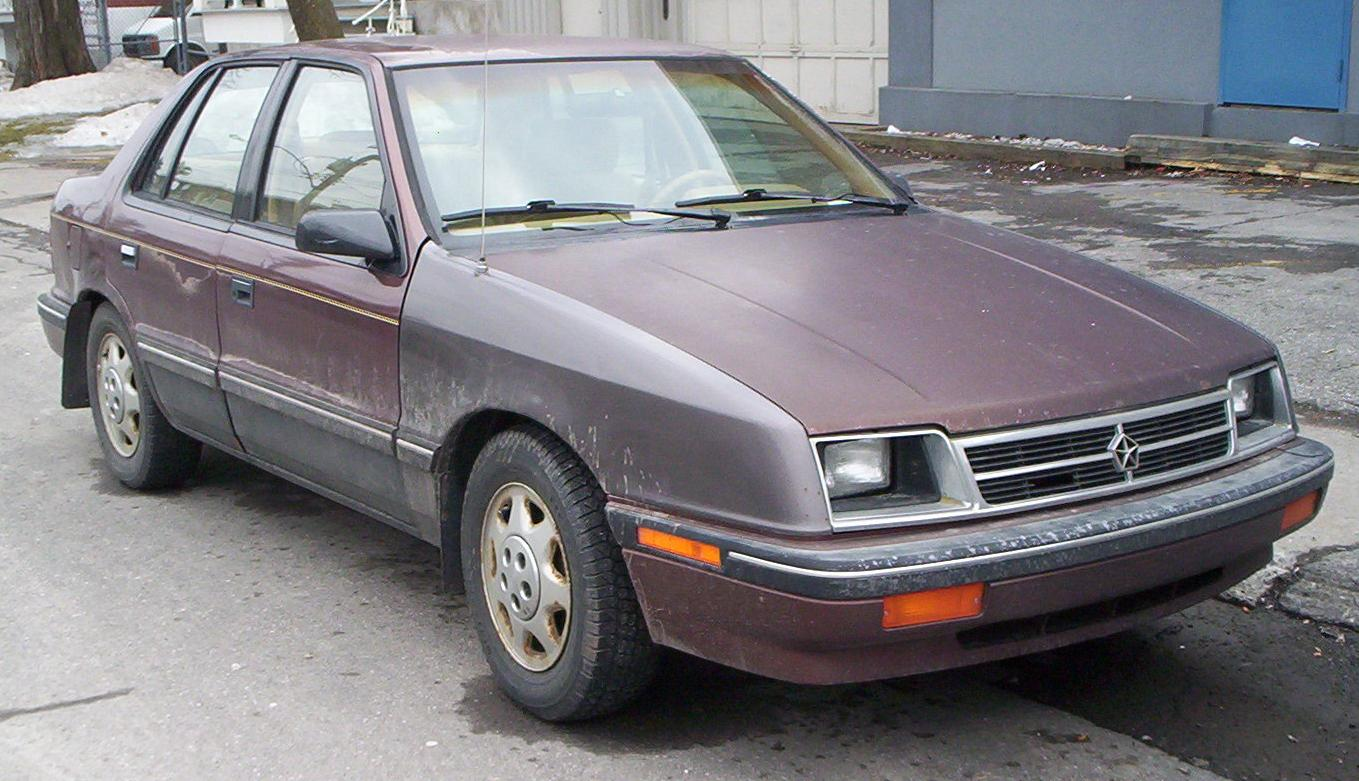
Dodge Shadow 5-deur uit 1987-90.

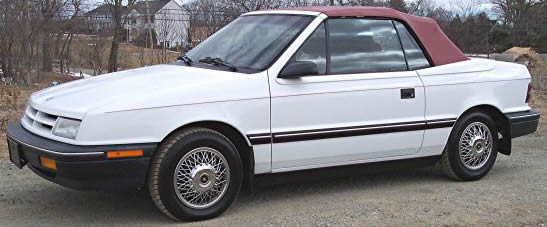
Dodge Shadow cabriolet uit 1991.

De Dodge Shadows leken op coupés en sedans, maar waren in feite 3- en 5-deur hatchbacks. Ze werden ook aldus geadverteerd met de verborgen functionaliteit van een hatchback. Het grote laadvolume was ook een voordeel voor het model. In 1991 debuteerde ook een cabrioversie en een goedkope basis-America-variant. De Shadow/Sundance was toen de goedkoopste auto met standaard bestuurdersairbag - sinds 1990 standaard op alle modellen van het Chrysler-concern - op de Amerikaanse markt. Ondanks al de kwaliteiten bleef de verkoop achter. De gecombineerde verkoop van het P-platform bleef elk jaar onder de 200.000 stuks. Chrysler maakte ook verlies op elk verkocht exemplaar, maar dat was bij de concurrenten Chevrolet Cavalier en Ford Escort niet anders. De productie stopte op 9 maart 1994 met een driedeurmodel. 

## Motoren
De Dodge Shadow, Plymouth Sundance en Shelby CSX waren verkrijgbaar met de onderstaande motoren. Niet elke motor stond elk jaar of voor elk merk in de catalogus.
| Inhoud (L) | Configuratie  | pk  | kW  | Nm  |
| ---------- | ------------- | --- | --- | --- |
| 2,2        | I4            | 93  | 69  | 165 |
| 2,2        | turbo I4      | 118 | 88  | 230 |
| 2,2        | turbo I4      | 125 | 93  | 237 |
| 2,2        | turbo I4      | 130 | 97  | 285 |
| 2,5        | I4            | 100 | 70  | 183 |
| 2,5        | turbo I4      | 155 | 116 | 258 |
| 2,5        | turbo I4      | 178 | 133 | 285 |
| 3,0        | Mitsubishi V6 | 141 | 105 | 232 |